# Olympische Winterspiele 1980/Eisschnelllauf
Bei den XIII. Olympischen Spielen 1980 in Lake Placid fanden neun Wettbewerbe im Eisschnelllauf statt. Austragungsort war der James B. Sheffield Olympic Skating Rink. Überragender Athlet dieser Veranstaltung war der Amerikaner Eric Heiden, der alle fünf Rennen der Männer gewann.

## Bilanz

### Medaillenspiegel
| Platz | Land               | Gold | Silber | Bronze | Gesamt |
| ----- | ------------------ | ---- | ------ | ------ | ------ |
| 1     | Vereinigte Staaten | 5    | 2      | 1      | 8      |
| 2     | Norwegen           | 1    | 2      | 4      | 7      |
| 3     | Niederlande        | 1    | 2      | 1      | 4      |
| 4     | DDR                | 1    | 1      | 2      | 4      |
| 4     | Sowjetunion        | 1    | 1      | 2      | 4      |
| 6     | Kanada             | –    | 1      | –      | 1      |

### Medaillengewinner
| Konkurrenz | Gold        | Silber                | Bronze                         |
| ---------- | ----------- | --------------------- | ------------------------------ |
| 500 m      | Eric Heiden | Jewgeni Kulikow       | Lieuwe de Boer                 |
| 1000 m     | Eric Heiden | Gaétan Boucher        | Wladimir Lobanow Frode Rønning |
| 1500 m     | Eric Heiden | Kay Arne Stenshjemmet | Terje Andersen                 |
| 5000 m     | Eric Heiden | Kay Arne Stenshjemmet | Tom Erik Oxholm                |
| 10.000 m   | Eric Heiden | Piet Kleine           | Tom Erik Oxholm                |

| Konkurrenz | Gold               | Silber        | Bronze             |
| ---------- | ------------------ | ------------- | ------------------ |
| 500 m      | Karin Enke         | Leah Poulos   | Natalja Petrusjowa |
| 1000 m     | Natalja Petrusjowa | Leah Poulos   | Sylvia Albrecht    |
| 1500 m     | Annie Borckink     | Ria Visser    | Sabine Becker      |
| 3000 m     | Bjørg Eva Jensen   | Sabine Becker | Beth Heiden        |

## Ergebnisse Männer

### 500 m
| Platz | Land | Sportler           | Zeit (s)   |
| ----- | ---- | ------------------ | ---------- |
| 1     | USA  | Eric Heiden        | 38,03 (OR) |
| 2     | URS  | Jewgeni Kulikow    | 38,37      |
| 3     | NED  | Lieuwe de Boer     | 38,48      |
| 4     | NOR  | Frode Rønning      | 38,66      |
| 5     | USA  | Dan Immerfall      | 38,69      |
| 6     | NOR  | Jarle Pedersen     | 38,83      |
| 7     | URS  | Anatoli Medennikow | 38,88      |
| 8     | CAN  | Gaétan Boucher     | 38,90      |
| 9     | POL  | Jan Józwik         | 39,01      |
| 10    | SWE  | Jan-Åke Carlberg   | 39,03      |
| 11    | GDR  | Steffen Döring     | 39,06      |
|       |      |                    |            |
| 13    | GDR  | Andreas Dietel     | 39,21      |

Datum: 15. Februar 1980, 12:00 Uhr

37 Teilnehmer aus 18 Ländern, davon 36 in der Wertung.
Die beiden Erstplatzierten liefen in der ersten Paarung, womit bereits über Gold und Silber entschieden war.

### 1000 m
| Platz | Land | Sportler          | Zeit (min)   |
| ----- | ---- | ----------------- | ------------ |
| 1     | USA  | Eric Heiden       | 1:15,18 (OR) |
| 2     | CAN  | Gaétan Boucher    | 1:16,68      |
| 3     | NOR  | Frode Rønning     | 1:16,91      |
| 3     | URS  | Wladimir Lobanow  | 1:16,91      |
| 5     | USA  | Peter Mueller     | 1:17,11      |
| 6     | NED  | Bert de Jong      | 1:17,29      |
| 7     | GDR  | Andreas Dietel    | 1:17,71      |
| 8     | SWE  | Oloph Granath     | 1:17,74      |
| 9     | URS  | Sergei Chlebnikow | 1:17,96      |
| 10    | NED  | Lieuwe de Boer    | 1:17,97      |
|       |      |                   |              |
| 26    | GDR  | Steffen Döring    | 1:21,19      |
| 39    | FRG  | Herbert Schwarz   | 1:44,23      |

Datum: 19. Februar 1980, 10:30 Uhr

41 Teilnehmer aus 19 Ländern, davon 40 in der Wertung.
Eric Heiden stellte mit dieser dritten Goldmedaille den Rekord von Ard Schenk (Sapporo 1972) ein – und bereits zu diesem Zeitpunkt rechneten die Experten mit weiteren Goldmedaillen des Sportlers aus Wisconsin.
Er war bereits im ersten Heat gelaufen, sein Gegner war Gaétan Boucher, der seine Silbermedaille dem Umstand verdanken konnte, „durch Heiden mitgeschleppt worden zu sein“.

### 1500 m
| Platz | Land | Sportler              | Zeit (min)   |
| ----- | ---- | --------------------- | ------------ |
| 1     | USA  | Eric Heiden           | 1:55,44 (OR) |
| 2     | NOR  | Kay Arne Stenshjemmet | 1:56,81      |
| 3     | NOR  | Terje Andersen        | 1:56,92      |
| 4     | GDR  | Andreas Dietel        | 1:57,14      |
| 5     | URS  | Juri Kondakow         | 1:57,36      |
| 6     | NOR  | Jan Egil Storholt     | 1:57,95      |
| 7     | SWE  | Tomas Gustafson       | 1:57,95      |
| 8     | URS  | Wladimir Lobanow      | 1:59,30      |
| 9     | GDR  | Andreas Ehrig         | 1:59,47      |
| 9     | URS  | Jewhen Solunskyj      | 1:59,47      |
|       |      |                       |              |
| 12    | FRG  | Herbert Schwarz       | 1:59,58      |

Datum: 21. Februar 1980, 10:30 Uhr

36 Teilnehmer aus 16 Ländern, davon 35 in der Wertung.
Heidens vierte Goldmedaille war gefährdet, da er sich kurz in Sturzgefahr befunden hatte, trotzdem kam er noch fast an seinen Weltrekord heran. Stenshjemmet war sein Laufgegner, und der Norweger kam im Sog Heidens zur Silbermedaille. Bei Minus 1 Grad Celsius waren die Eisverhältnisse gut und hielten bis zum letzten Paar der 38 Konkurrenten aus 16 Ländern.

### 5000 m
| Platz | Land | Sportler              | Zeit (min)   |
| ----- | ---- | --------------------- | ------------ |
| 1     | USA  | Eric Heiden           | 7:02,29 (OR) |
| 2     | NOR  | Kay Arne Stenshjemmet | 7:03,28      |
| 3     | NOR  | Tom Erik Oxholm       | 7:05,59      |
| 4     | NED  | Hilbert van der Duim  | 7:07,07      |
| 5     | NOR  | Øyvind Tveter         | 7:08,36      |
| 6     | NED  | Piet Kleine           | 7:08,96      |
| 7     | USA  | Mike Woods            | 7:10,39      |
| 8     | SWE  | Ulf Ekstrand          | 7:13,13      |
| 9     | NED  | Yep Kramer            | 7:14,09      |
| 10    | GDR  | Andreas Ehrig         | 7:14,56      |

Datum: 16. Februar 1980, 10:30 Uhr

29 Teilnehmer aus 15 Ländern, alle in der Wertung.
Heiden entschied die Konkurrenz mit einem tollen Finish.

### 10.000 m
| Platz | Land | Sportler             | Zeit (min)    |
| ----- | ---- | -------------------- | ------------- |
| 1     | USA  | Eric Heiden          | 14:28,13 (WR) |
| 2     | NED  | Piet Kleine          | 14:36,03      |
| 3     | NOR  | Tom Erik Oxholm      | 14:36,60      |
| 4     | USA  | Mike Woods           | 14:39,53      |
| 5     | NOR  | Øyvind Tveter        | 14:53,53      |
| 6     | NED  | Hilbert van der Duim | 14:47,58      |
| 7     | URS  | Wiktor Ljoskin       | 14:51,72      |
| 8     | GDR  | Andreas Ehrig        | 14:51,94      |
| 9     | JPN  | Yasuhiro Shimizu     | 14:57,48      |
| 10    | URS  | Sergei Beresin       | 15:04,68      |
|       |      |                      |               |
| 15    | GDR  | Andreas Dietel       | 15:15,03      |

Datum: 23. Februar 1980, 09:30 Uhr

25 Teilnehmer aus 13 Ländern, davon 24 in der Wertung.
Heiden holte sich nicht nur sein fünftes Gold, er gewann zudem mit Weltrekord – und er avancierte damit zum erfolgreichsten Teilnehmer bei Winterspielen (bislang war dies Lidija Skoblikowa mit ihren vier Goldmedaillen bei den Olympischen Winterspielen in Innsbruck gewesen). Bereits in der ersten Paarung dieses Abschlussbewerbes traf Heiden auf den bisherigen Weltrekordhalter Wiktor Ljoskin (14:34,33 vom 3. April 1977 in Medeo), der ihn bis drei Runden vor Schluss bedrängen konnte, dann aber distanziert wurde.

## Ergebnisse Frauen

### 500 m
| Platz | Land | Sportlerin               | Zeit (s)   |
| ----- | ---- | ------------------------ | ---------- |
| 1     | GDR  | Karin Enke               | 41,78 (OR) |
| 2     | USA  | Leah Poulos              | 42,26      |
| 3     | URS  | Natalja Petrusjowa       | 42,42      |
| 4     | SWE  | Ann-Sofie Järnström      | 42,47      |
| 5     | JPN  | Makiko Nagaya            | 42,70      |
| 6     | GDR  | Cornelia Jacob           | 42,98      |
| 7     | USA  | Beth Heiden              | 43,18      |
| 8     | URS  | Tetjana Tarassowa        | 43,26      |
| 9     | CAN  | Sylvia Burka             | 43,43      |
| 10    | URS  | Irina Kuleschowa-Kowrowa | 43,50      |
|       |      |                          |            |
| 12    | GDR  | Christa Rothenburger     | 43,60      |
| 13    | SUI  | Silvia Brunner           | 43,72      |
| 17    | FRG  | Sigrid Smuda             | 44,11      |
| 25    | FRG  | Monika Pflug             | 44,59      |
| 28    | FRG  | Brigitte Flierl          | 45,28      |

Datum: 15. Februar 1980, 10:30 Uhr

31 Teilnehmerinnen aus 15 Ländern, davon 30 in der Wertung.
Sieg für die frühere Eiskunstläuferin Karin Enke, die auch Weltmeisterin im Sprintervierkampf ist. Wie schon über 1500 Meter, wurde Beth Heiden nur Siebte.

### 1000 m
| Platz | Land | Sportlerin              | Zeit (min)   |
| ----- | ---- | ----------------------- | ------------ |
| 1     | URS  | Natalja Petrusjowa      | 1:24,10 (OR) |
| 2     | USA  | Leah Poulos             | 1:25,41      |
| 3     | GDR  | Sylvia Albrecht         | 1:26,46      |
| 4     | GDR  | Karin Enke              | 1:26,66      |
| 5     | USA  | Beth Heiden             | 1:27,01      |
| 6     | NED  | Annie Borckink          | 1:27,24      |
| 7     | CAN  | Sylvia Burka            | 1:27,50      |
| 8     | SWE  | Ann-Sofie Järnström     | 1:28,10      |
| 9     | SWE  | Sylvia Filipsson        | 1:28,18      |
| 10    | SWE  | Annette Carlén-Karlsson | 1:28,25      |
|       |      |                         |              |
| 18    | GDR  | Christa Rothenburger    | 1:29,69      |
| 21    | FRG  | Monika Pflug            | 1:30,13      |
| 23    | FRG  | Sigrid Smuda            | 1:30,29      |
| 29    | SUI  | Silvia Brunner          | 1:31,79      |
| 33    | FRG  | Brigitte Flierl         | 1:33,61      |

Datum: 17. Februar 1980, 10:30 Uhr

37 Teilnehmerinnen aus 16 Ländern, alle in der Wertung.
Petrusjowa und Poulos trafen in der zweiten Paarung aufeinander, vorerst lagen beide gleichauf, aber nach 600 Meter konnte sich die URS-Läuferin steigern und ihren Vorsprung ausbauen.

### 1500 m
| Platz | Land   | Sportlerin          | Zeit (min)   |
| ----- | ------ | ------------------- | ------------ |
| 1     | NED    | Annie Borckink      | 2:10,95 (OR) |
| 2     | NED    | Ria Visser          | 2:12,35      |
| 3     | GDR    | Sabine Becker       | 2:12,38      |
| 4     | NOR    | Bjørg Eva Jensen    | 2:12,59      |
| 5     | SWE    | Sylvia Filipsson    | 2:12,84      |
| 6     | GDR    | Andrea Mitscherlich | 2:13,05      |
| 7     | USA    | Beth Heiden         | 2:13,10      |
| 8     | URS    | Natalja Petrusjowa  | 2:14,15      |
| 9     | GDR    | Sylvia Albrecht     | 2:14,27      |
| 10    | Kanada | Sylvia Burka        | 2:14,65      |
|       |        |                     |              |
| 22    | FRG    | Sigrid Smuda        | 2:18,86      |

Datum: 14. Februar 1980, 10:30 Uhr

31 Teilnehmer aus 14 Ländern, davon 30 in der Wertung.
Der Bewerb endete mit einer Riesenüberraschung – zum einen der Doppelsieg für die Niederlande, zum anderen die empfindliche Niederlage für die Sowjetunion. Petrusjowa schien im dritten Paar gegen Visser einem sicheren Sieg entgegenzulaufen, aber im Finish zog Visser auf und davon (Tatyana Averina und Vira Bryndzei als die nächstbesten in 2:16,32 min ex aequo auf Rang 18). Im fünften Heat fiel die Entscheidung um Gold, in der Außenseiterin Borckink mit neuem olympischen Rekord triumphierte.

### 3000 m
| Platz | Land | Sportlerin          | Zeit (min)   |
| ----- | ---- | ------------------- | ------------ |
| 1     | NOR  | Bjørg Eva Jensen    | 4:32,13 (OR) |
| 2     | GDR  | Sabine Becker       | 4:32,79      |
| 3     | USA  | Beth Heiden         | 4:33,77      |
| 4     | GDR  | Andrea Mitscherlich | 4:37,69      |
| 5     | POL  | Erwina Ryś-Ferens   | 4:37,89      |
| 6     | USA  | Mary Docter         | 4:39,29      |
| 7     | SWE  | Sylvia Filipsson    | 4:40,22      |
| 8     | URS  | Natalja Petrusjowa  | 4:42,59      |
| 9     | URS  | Olga Pleschkowa     | 4:43,11      |
| 10    | USA  | Sarah Docter        | 4:43,30      |
|       |      |                     |              |
| 14    | GDR  | Sylvia Burka        | 4:47,76      |
| 19    | FRG  | Sigrid Smuda        | 4:53,55      |

Datum: 20. Februar 1980, 10:30 Uhr

29 Teilnehmerinnen aus 14 Ländern, davon 28 in der Wertung.
Eric Heidens Schwester Beth holte sich Bronze ausgerechnet auf jener Distanz, bei der man ihr die geringsten Chancen eingeräumt hatte. Sie war die Gegnerin von Jensen, die als Überraschungssiegerin bezeichnet wurde – und die Norwegerin war lange Zeit sogar auf Weltrekordkurs (4:31,0 min von Galina Stepanskaja, URS) gewesen. Die hoch eingeschätzten URS-Läuferinnen landeten im geschlagenen Feld. 1500-Meter-Silbermedaillengewinnerin Ria Visser stürzte nach 800 Metern. Läuferinnen mit höheren Startnummern waren im Nachteil, da das Eis unter dem Wärmeeinfluss immer stumpfer wurde.